# Triumphbogen (Film)
Triumphbogen (OT: Arch of Triumph) ist ein US-amerikanisches Filmdrama aus dem Jahre 1948 mit Ingrid Bergman, Charles Boyer und Charles Laughton in den Hauptrollen. Inszeniert wurde der Film von Lewis Milestone, der auch maßgeblich am Drehbuch mitarbeitete. Er basiert auf den in englischer Sprache in der New Yorker Zeitschrift Collier’s Weekly vorveröffentlichten Roman in 6 Folgen Arch of Triumph aus dem Jahre 1945 von Erich Maria Remarque.
Unter dem Titel Im Schatten des Triumphbogens wurde der Stoff 1985 von Waris Hussein mit Anthony Hopkins, Lesley-Anne Down und Donald Pleasence in den Hauptrollen für das britische Fernsehen neu verfilmt.

## Handlung
Dr. Ravic ist ein österreichischer Widerstandskämpfer, der aus einem Konzentrationslager der Nazis fliehen konnte. Er lebt als illegaler Flüchtling in Paris und taucht dort 1938 unter. Als die schöne Sängerin Joan Madou Selbstmord begehen will, hält er sie davon ab und besorgt ihr einen Job als Sängerin in einer Bar. Beide verlieben sich, werden jedoch getrennt, da Ravic als Illegaler festgenommen wird. Um wirtschaftlich abgesichert zu sein, wird Joan die Geliebte des reichen Alex. Ravic kann der Haft entfliehen und entdeckt in Paris den Gestapo-Polizisten von Haake. Dieser ist als Tourist getarnt und erkundet Paris für eine etwaige deutsche Besetzung. Außerdem sucht er Informationen über deutsche Exilanten. Ravic schafft es, den Mann unentdeckt zu ermorden. Von Haake hatte ihn im KZ gefoltert und Ravics Verlobte ermordet. Ravic trifft Joan wieder. Diese kann und will sich jedoch nicht zwischen ihm und Alex entscheiden, was dazu führt, dass der eifersüchtige Alex sie umbringt.

## Hintergrund
Der Film hatte ursprünglich eine Länge von vier Stunden, wurde dann aber auf zwei Stunden gekürzt. Zunächst arbeitete Irwin Shaw fünf Monate an dem Drehbuch. Als eine Liebesgeschichte eingefügt werden sollte, kündigte er. Lewis Milestone schrieb das Drehbuch dann mit Harry Brown um. Ingrid Bergmans Gage betrug 175.000 US-Dollar plus 25 Prozent der Nettoeinnahmen.
Joseph Breen, der Vorsitzende der MPAA, die die Einhaltung des Production Codes überwachte, griff insbesondere bei den Gewaltszenen ein. Die Sequenz, in der Ravic von Haake tötet, beinhaltete, dass er das Opfer zunächst in einem Kofferraum verstaut, um die Leiche dann auszuziehen, zu begraben und die Kleider zu verbrennen; diese Details wurden gestrichen. Breen kritisierte außerdem, dass der Mord ungesühnt blieb. Da dies allerdings wesentlicher Teil der Handlung war, blieb es unverändert.
Das Budget belief sich auf 5 Millionen US-Dollar.

## Kritiken
Das Lexikon des internationalen Films zeigte sich wenig begeistert: „Die melodramatische Verfilmung des Romans von Erich Maria Remarque wird getragen von einer fatalistischen Weltsicht. Dabei bleibt der Film trotz vorzüglicher Darstellerleistungen in der Dramatisierung des Handlungsgewebes flach und ohne überzeugendes zeitkritisches Konzept.“